# Casino Lisboa

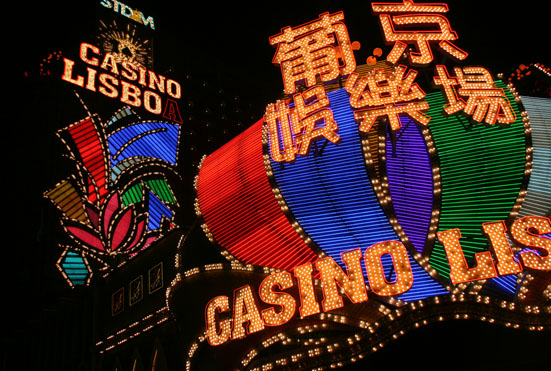
Eingang des Kasinos bei Nacht

Das Grand Casino Lisboa (chinesisch 葡京酒店, Pinyin Pújīng Jiǔdiàn, kantonesisch Pòuhgīng Jáudim – „Pujing-Hotel“) ist eine der größten Spielbanken Macaus. Das Casino ist im Besitz der Sociedade de Turismo e Diversões de Macau (kurz: STDM), ein Unternehmen im Besitz von Stanley Ho. 
Der dreistöckige Komplex wurde Ende der 1960er Jahre gebaut und war die erste Spielbank Macaus. 2006 expandierte das Casino erneut und baute das Grand Lisboa. Diese Expansion ist auf das Wynn Macau zurückzuführen, das neben dem Komplex gebaut wurde.